# Мориорски език
Мориорският език е мъртъв език спадащ към малайско-полинезийската езикова група. Според „Етнолог“ е диалект на маорския. Родният език е на народа мориори, коренното население на островите Чатъм, намиращи се източно от Нова Зеландия.
Поради идването на европейците и инвазията на маорите от областта Таранаки през 1835, езикът на мориорите изчезва почти напълно — заради това нашествие към 1862 г. от народа мориори са останали около 100 души, а към 1870 г. само неколцина могат да говорят свободно езика.
Запазен е кратък речник от думи на мориорски преведени на английски, създаден в края на 19 век.
Езикът мориори не е имал собствена писмена система и ползва латиницата.